# Gloria (film, 2024)
Pour les articles homonymes, voir Gloria.
Pour plus de détails, voir Fiche technique et Distribution.
Gloria est un film historique italo-suisse réalisé par Margherita Vicario et sorti en 2024.
Le film décroche le Prix de la meilleure réalisation au Festival du film de Demain de Vierzon 2024.

## Synopsis
Venise en 1800 : Teresa, une servante solitaire, vit au Collège Sant'Ignazio, une vieille école de musique délabrée pour jeunes filles. Surnommée « la muette » par son entourage, car personne ne connaît son nom, elle effectue les travaux les plus humbles. Personne ne se doute de son talent extraordinaire pour ressentir l'harmonie de l'univers. Teresa a le don de remodeler la réalité par la musique. Lorsque le collège attend la visite du pape Pie VII fraîchement intronisé, le vieux maître de chapelle doit imaginer une nouvelle composition pour cet événement. Il s'épuise à la tâche. Teresa découvre à son tour un nouveau piano-forte dans le débarras. Elle trouve l'instrument de musique magnifique. Avec un petit groupe de musiciennes extraordinaires, elle va à l'encontre des conventions de son époque et invente une musique rebelle, légère et moderne : la naissance de la musique pop,.

## Fiche technique
Sauf indication contraire, les informations mentionnées dans cette section peuvent être confirmées par la base de données cinématographiques IMDb,  présente dans la section « Liens externes ».
- Titre original : Gloria
- Réalisation : Margherita Vicario[2]
- Scénario : Anita Rivarolli et Margherita Vicario
- Musique : Davide Pavanello et Margherita Vicario
- Décors : Laura Casalini et Francesco Fonda
- Costumes : Mary Montalto
- Photographie : Gianluca Palma
- Montage : Christian Marsiglia
- Pays de production :  Italie -  Suisse
- Format : Couleurs
- Genre : drame, historique
- Durée : 106 minutes[2]
- Dates de sortie :
  - Allemagne : 21 février 2024 (Berlinale)
  - Italie : 11 avril 2024
  - France : avant-première au Festival du film de Demain de Vierzon le 31 mai 2024 en présence de Margherita Vicario[2], 12 juin 2024 (en salles)

## Distribution
- Galatéa Bellugi : Teresa
- Carlotta Gamba : Lucia
- Veronica Lucchesi : Bettina
- Maria Vittoria Dallasta : Marietta
- Sara Mafodda : Prudenza
- Paolo Rossi : Perlina
- Elio (it) : Romeo
- Natalino Balasso (it) : Governatore
- Anita Kravos : Donna Lidia
- Vincenzo Crea : Cristiano
- Jasmin Mattei : Fidelia
- Gioele Pagura : Giacomino

## Production
Louis-Julien Petit, qui anime le Festival du film de Demain de Vierzon avec l'objectif de mobiliser les spectateurs sur des sujets de société, décrit le film comme « un film musical sur la liberté, la parole de la femme. Une jeune fille muette va apprendre la musique aux autres femmes. C'est démentiel pour les mélomanes ».

## Distinctions

### Sélection
- Berlinale 2024 : sélection officielle, en compétition[6]

### Récompenses
- Festival du film de Demain de Vierzon 2024 : prix de la meilleure réalisation[1]
- David di Donatello 2025 : meilleur réalisateur débutant, meilleur musicien et meilleure chanson originale[7]